# Считать погибшей
«Считать погибшей» (англ. Presumed Dead) — детективный триллер 2006 года режиссёра Джорджа Менделюка.

## Сюжет
Сет Хармон — всемирно известный американский писатель, лауреат многих литературных наград. Его запутанные детективы, такие как «Дефективный следователь», «Мертворождённый», «Убийство за зеркальной дверью» неизменно становились бестселлерами и выдерживали множество изданий. Но уже 5 лет как Сет Хармон ничего не издаёт, у него сильнейший творческий кризис, а его финансовое положение ухудшается с каждым днём. Вскоре у него появляется новая проблема — он арестован по обвинению в убийстве молодой женщины Пэйдж Стивенсон. Её тело не было обнаружено, но многие улики говорят о том что именно он убил её. Однако Хармон не намерен сдаваться и выстаивает в суде хорошую линию защиты.
Его главным соперником в этой интеллектуальной дуэли становится полицейский детектив Мэри Энн Купер, мать-одиночка недавно потерявшая мужа. Чтобы разоблачить писателя, она идёт на очень рискованные шаги, однако в какие дебри это может её привести, не знает никто.

## В ролях
| Актёр             | Роль                    |
| ----------------- | ----------------------- |
| Шерилин Фенн      | детектив Мэри Энн Купер |
| Дункан Регер      | Сэт Хармон              |
| Ронда Дент        | Пэйдж Стивенсон         |
| Джей Бразо        | профессор Данниган      |
| Колин Фу          | доктор Ли               |
| Паскаль Хаттон    | Си. Си. Вудруфф         |
| Блю Манкума       | капитан Дэйд            |
| Чандра Берг       | Аманда Купер            |
| Дж. Дуглас Стюарт | Д. А. Листер            |
| Сюзанна Учэтиус   | доктор Хортон           |
| Илэйн Росс Гибсон | Элли                    |
| Шон Аллан         | Джордж Уинтерс          |